# Alto Alegre do Pindaré
Alto Alegre do Pindaré is een gemeente in de Braziliaanse deelstaat Maranhão. De gemeente telt 33.211 inwoners (schatting 2009).
De gemeente grenst aan Santa Luzia, Tufilândia, Bom Jardim en Buriticupu.

## Galerij

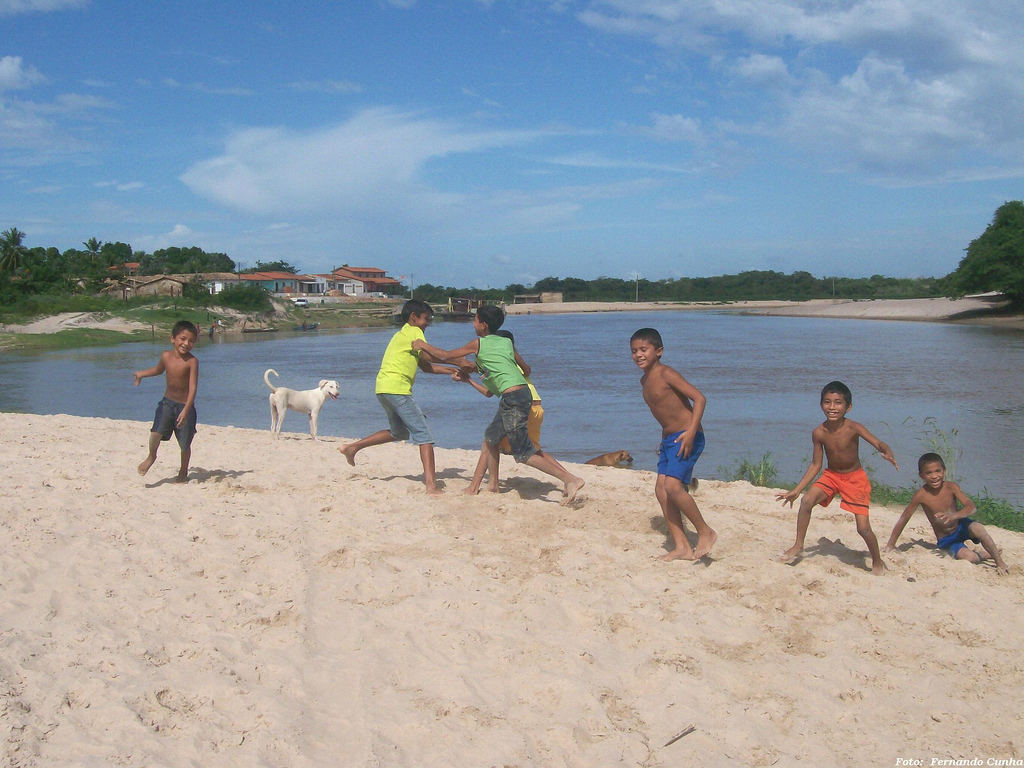
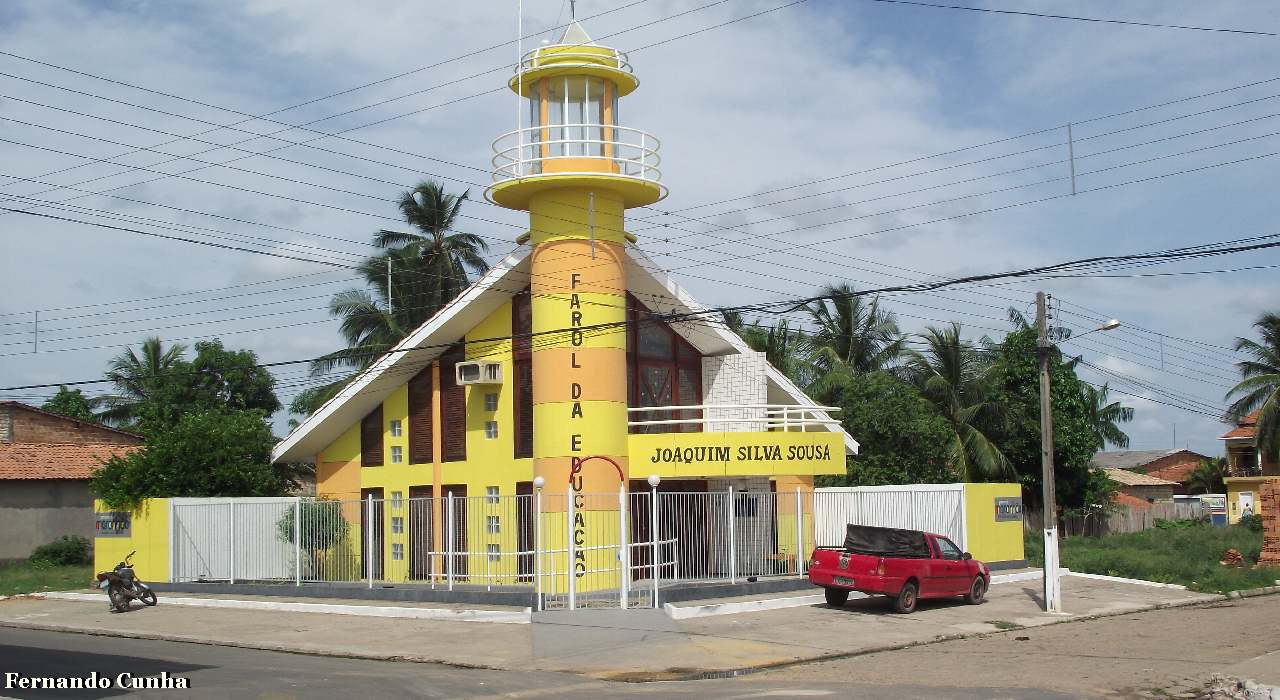
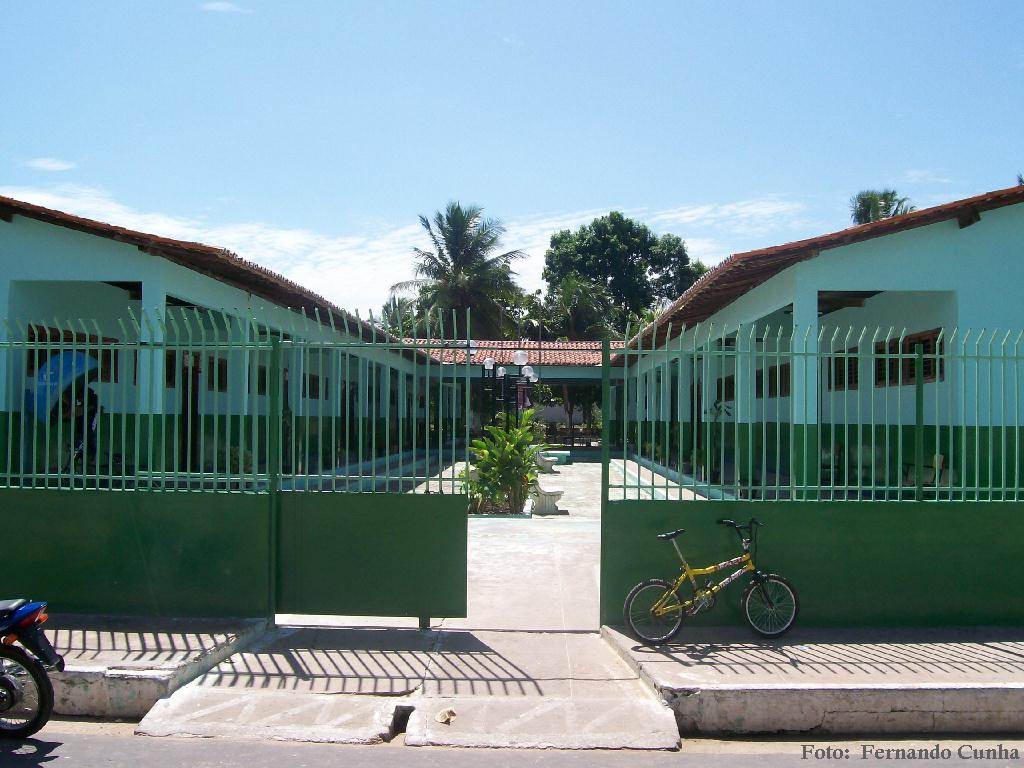
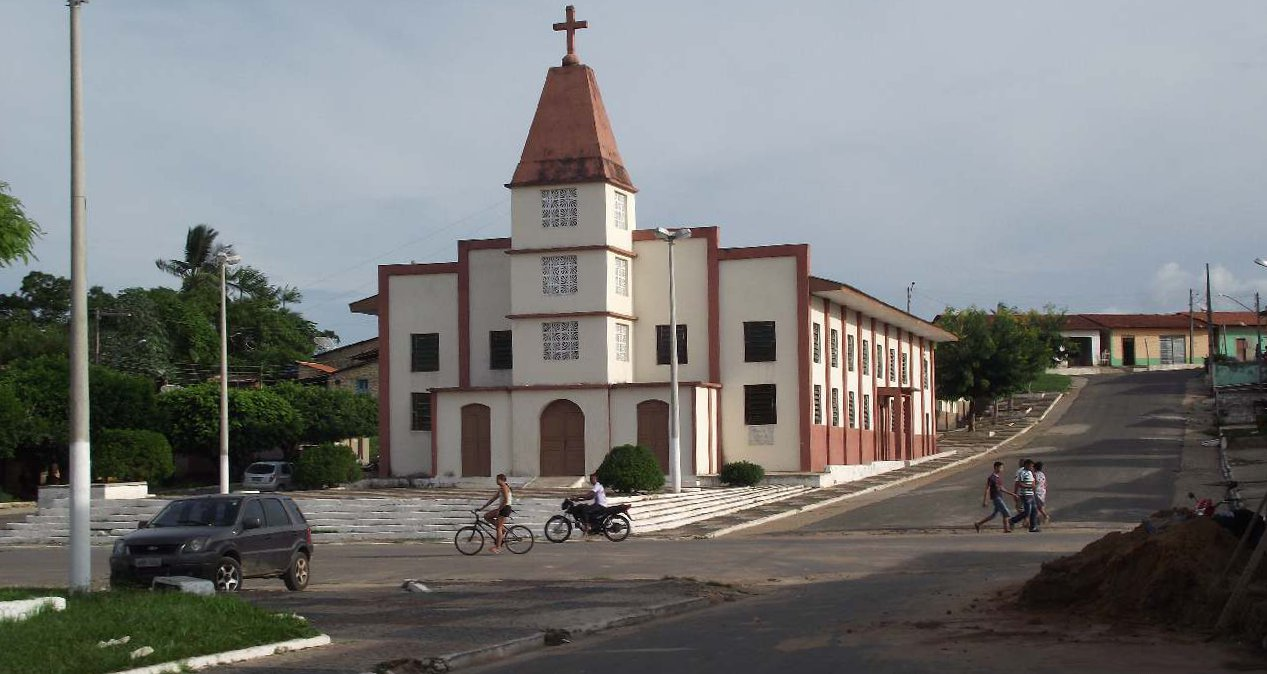